# Ran Takahashi
Ran Takahashi (髙橋 藍 o たかはしらん, Takahashi Ran, nacido el 2 de septiembre de 2001) es un jugador de voleibol japonés y atleta olímpico. Forma parte del equipo nacional masculino de voleibol de Japón.

## Biografía
Ran también tiene ascendencia estadounidense por parte de su abuelo y su madre es mitad japonesa, mitad alemana. También tiene ascendencia británica.
Ran tiene un hermano mayor, Rui Takahashi y una hermana menor llamada Riri Takahashi. Juega voleibol siguiendo los pasos de su hermano y su hermana también juega voleibol.

## Carrera

### Escuela primaria
Ran comenzó a jugar voleibol en su segundo grado de la escuela primaria para el equipo de la escuela.

### Instituto
Ran jugó para la Escuela Secundaria Municipal Hachigaoka de Kyoto. En primer grado, era de baja estatura, por lo que jugaba principalmente como Libero.
Ran asistió al Instituto Higashiyama , y en el tercer año, fue el capitán y as del equipo. Dirigió su equipo hasta el top 4 del Inter-High School Sports Festival. Además, su equipo ganó el Festival de Deportes Nacional de Japón, así como el All Japan High School Volleyball Championships 2020 de invierno. Además, recibiría el premio a jugador más valioso de la competición. Fue seleccionado para el equipo de voleibol nacional de hombres de Japón por primera vez en febrero de 2020.

### Universidad
Después de graduar de instituto, Ran entró en la Universidad de Ciencia del Deporte de Japón. Dirigió a su equipo a ser subcampeón del en el 2020 All Japan Intercollegiate Volleyball Championship y consiguió el "premio de Anotador" de la competición. En 2021, fue uno de los mejores golpeadores exteriores del equipo de voleibol nacional de Japón durante la las olimpiadas de verano de 2020.

## Clubes
- Higashiyama High School (2017–2020)
- Nippon Sport Science University (2020–2021)[7]
- Pallavolo Padova (2021–2023)[8]
- Selección masculina de voleibol de Japón (2020)
- Vero Volley Monza (2023-2024)
- Santory Sunbirds (2024-)

## Premios

### Individual
- 2020 All Japan High School Volleyball Championships – Jugador Más Valioso
- 2020 All Japan Intercollegiate Volleyball Championship – Mejor Anotador

### Equipo de instituto
- 2020 All Japan High School Volleyball Championships –  Campeón, con Higashiyama High School

### Equipo universitario
- 2020 All Japan Intercollegiate Volleyball Championship –  Subcampeón, con Nippon Sport Science University